# Ханін Дмитро Сергійович
Дмитро Сергійович Ханін (15 лютого 1992) — український хокеїст, нападник. 
Виступав за «Німан-2» (Гродно), «Донбас» (Донецьк), «Сокіл» (Київ), «Харківські Акули».
У складі молодіжної збірної України учасник чемпіонатів світу 2010 (дивізіон I), 2011 (дивізіон I) і 2012 (дивізіон IIA). У складі юніорської збірної України учасник чемпіонатів світу 2008 (дивізіон I), 2009 (дивізіон I) та 2010 (дивізіон II).